# M69 (天体)
座標:  18h 31m 23.10s, −32° 20′ 53.1″
M69（NGC 6637）はいて座にある球状星団である。

## 概要
双眼鏡では、小さくやっと恒星との区別はつく程度である。口径15cmの望遠鏡では外周が僅かに不規則なことがわかり、すぐそばに8'北西に9等星1個が見える。口径30cmの望遠鏡でやっと周辺の星が分離できるようになる。南に低いため、口径40cmでもかわりばえがしない。

## 観測史
1780年8月31日にシャルル・メシエによってM70と同時に発見された。メシエ自身は、1751年に南アフリカのケープタウンでニコラ・ルイ・ド・ラカーユによって発見された天体を再発見したものと考えていたが、後の研究によりラカーユが示した天体とは異なるものであるとされている。ジョン・ハーシェルは、「球状星団。明るくまるい。径3'。14～15等星にはっきり分離される」とした。カミーユ・フラマリオンは「星数が多く、そのまわりにそって星が冠状にならび、キラキラ輝く」とした。